# Marianne van der Torre
Marianne van der Torre, née le 18 août 1961, est une joueuse de tennis néerlandaise, professionnelle entre 1980 et 1989.
Elle compte à son actif 18 titres ITF dont cinq en simple. Sur le circuit WTA, elle a remporté le tournoi de Hershey en étant issue des qualifications et après avoir battu trois têtes de série.
Elle a atteint les demi-finales du double mixte à l'Open d'Australie en 1988 avec Marty Davis.
Membre de l'équipe des Pays-Bas de Fed Cup, elle a participé au quart de finale de l'édition 1981. Elle a également remporté le tournoi de consolation en 1987.

## Palmarès

### Titre en simple dames
| No | Date       | Nom et lieu du tournoi                        | Catégorie | Dotation | Surface    | Finaliste          | Score    |          |
| -- | ---------- | --------------------------------------------- | --------- | -------- | ---------- | ------------------ | -------- | -------- |
| 1  | 02/02/1981 | Avon Futures of Central Pennsylvania, Hershey | Futures   | 30 000 $ | Dur (int.) | Heidi Eisterlehner | 6-0, 7-6 | Parcours |

### Finale en simple dames
Aucune

### Titre en double dames
| No | Date       | Nom et lieu du tournoi | Catégorie | Dotation | Surface    | Partenaire      | Finalistes                     | Score    |          |
| -- | ---------- | ---------------------- | --------- | -------- | ---------- | --------------- | ------------------------------ | -------- | -------- |
| 1  | 12/10/1981 | Borden Classic Kyoto   |           | 50 000 $ | Dur (ext.) | Nanette Schutte | Elizabeth Sayers Kim Steinmetz | 6-2, 6-4 | Parcours |

### Finale en double dames
Aucune

## Parcours en Grand Chelem

### En simple dames
| Année | Open d'Australie (janvier) | Open d'Australie (janvier) | Internationaux de France | Internationaux de France | Wimbledon | Wimbledon | US Open         | US Open      | Open d'Australie (décembre) | Open d'Australie (décembre) |
| ----- | -------------------------- | -------------------------- | ------------------------ | ------------------------ | --------- | --------- | --------------- | ------------ | --------------------------- | --------------------------- |
| 1981  | n/a                        | n/a                        | 2e tour (1/32)           | Ivanna Madruga           | -         | -         | 1er tour (1/64) | Ann Kiyomura | -                           | -                           |
| 1982  | n/a                        | n/a                        | 2e tour (1/32)           | Yvonne Vermaak           | -         | -         | -               | -            | -                           | -                           |
| 1987  | 1er tour (1/64)            | Sylvia Hanika              | 1er tour (1/64)          | G. Sabatini              | -         | -         | -               | -            | n/a                         | n/a                         |
| 1988  | 1er tour (1/64)            | Paulette Moreno            | -                        | -                        | -         | -         | -               | -            | n/a                         | n/a                         |

À droite du résultat, l’ultime adversaire.

### En double dames
| Année | Open d'Australie (janvier)   | Open d'Australie (janvier) | Internationaux de France    | Internationaux de France  | Wimbledon                   | Wimbledon               | US Open                      | US Open                    | Open d'Australie (décembre) | Open d'Australie (décembre) |
| ----- | ---------------------------- | -------------------------- | --------------------------- | ------------------------- | --------------------------- | ----------------------- | ---------------------------- | -------------------------- | --------------------------- | --------------------------- |
| 1981  | n/a                          | n/a                        | 2e tour (1/16) M. Pakker    | B. J. King Ilana Kloss    | -                           | -                       | 1er tour (1/32) M. Mesker    | Zina Garrison Andrea Leand | -                           | -                           |
| 1986  | n/a                          | n/a                        | 1er tour (1/32) N. Schutte  | S. Cecchini Sabrina Goleš | -                           | -                       | -                            | -                          | n/a                         | n/a                         |
| 1987  | 1er tour (1/16) Carin Bakkum | Zina Garrison Lori McNeil  | 2e tour (1/16) Carin Bakkum | Anne Minter J. Mundel     | 1er tour (1/32) N. Jagerman | I. Demongeot N. Tauziat | 1er tour (1/32) Julie Salmon | Jana Novotná C. Suire      | n/a                         | n/a                         |
| 1988  | 2e tour (1/16) Sara Gomer    | M. Bollegraf Sandy Collins | 2e tour (1/16) M. Bollegraf | M. Lindström C. Porwik    | -                           | -                       | -                            | -                          | n/a                         | n/a                         |

Sous le résultat, la partenaire ; à droite, l’ultime équipe adverse.

### En double mixte
| Année | Open d'Australie            | Open d'Australie        | Internationaux de France    | Internationaux de France | Wimbledon | Wimbledon | US Open | US Open |
| ----- | --------------------------- | ----------------------- | --------------------------- | ------------------------ | --------- | --------- | ------- | ------- |
| 1987  | 1er tour (1/16) M. Schapers | E. Smylie J. Fitzgerald | -                           | -                        | -         | -         | -       | -       |
| 1988  | 1/2 finale Marty Davis      | Jana Novotná Jim Pugh   | 1er tour (1/32) Marty Davis | Helen Kelesi Rick Leach  | -         | -         | -       | -       |

Sous le résultat, le partenaire ; à droite, l’ultime équipe adverse.

## Parcours en Coupe de la Fédération
| #                                                                    | Date       | Lieu        | Surface                           | Gagnante(s)                       | Perdante(s)                   | Score         |          |
|                                                                      |            |             |                                   |                                   |                               |               |          |
| 1981 - 1er tour (groupe mondial) - Pays-Bas - Hong Kong - 2 : 1      |            |             |                                   |                                   |                               |               |          |
| 1                                                                    | 09/11/1981 | Tokyo       | Terre (ext.)                      | Van der Torre                     | Nancy Spelman                 | 6-0, 6-0      | Parcours |
| 1                                                                    | 09/11/1981 | Tokyo       | Terre (ext.)                      | Marcella Mesker Van der Torre     | Patricia Hy Yuen-Yuen Ling    | 6-1, 6-1      | Parcours |
|                                                                      |            |             |                                   |                                   |                               |               |          |
| 1981 - 2e tour (groupe mondial) - Pays-Bas - Italie - 2 : 1          |            |             |                                   |                                   |                               |               |          |
| 2                                                                    | 09/11/1981 | Tokyo       | Terre (ext.)                      | Van der Torre                     | Sabina Simmonds               | 4-6, 6-1, 6-1 | Parcours |
| 2                                                                    | 09/11/1981 | Tokyo       | Terre (ext.)                      | Patrizia Murgo Sabina Simmonds    | Marcella Mesker Van der Torre | 6-4, 7-6      | Parcours |
|                                                                      |            |             |                                   |                                   |                               |               |          |
| 1981 - 1/4 de finale (groupe mondial) - Pays-Bas - Australie - 0 : 3 |            |             |                                   |                                   |                               |               |          |
| 3                                                                    | 09/11/1981 | Tokyo       | Terre (ext.)                      | Dianne Fromholtz                  | Van der Torre                 | 6-4, 6-3      | Parcours |
| 3                                                                    | 09/11/1981 | Tokyo       | Terre (ext.)                      | Susan Leo Wendy Turnbull          | Marcella Mesker Van der Torre | 6-4, 6-3      | Parcours |
|                                                                      |            |             |                                   |                                   |                               |               |          |
| 1982 - 1er tour (groupe mondial) - Danemark - Pays-Bas - 0 : 3       |            |             |                                   |                                   |                               |               |          |
| 4                                                                    | 19/07/1982 | Santa Clara | Dur (ext.)                        | Van der Torre                     | Dorte Ekner                   | 2-6, 6-2, 6-1 | Parcours |
|                                                                      |            |             |                                   |                                   |                               |               |          |
| 1982 - 2e tour (groupe mondial) - Pays-Bas - Australie - 0 : 3       |            |             |                                   |                                   |                               |               |          |
| 5                                                                    | 19/07/1982 | Santa Clara | Dur (ext.)                        | Dianne Fromholtz                  | Van der Torre                 | 6-4, 6-3      | Parcours |
|                                                                      |            |             |                                   |                                   |                               |               |          |
| 1983 - 1er tour (groupe mondial) - Chine - Pays-Bas - 2 : 1          |            |             |                                   |                                   |                               |               |          |
| 6                                                                    | 18/07/1983 | Zurich      | Terre (ext.)                      | Yu Li-Qiao                        | Van der Torre                 | 6-3, 6-0      | Parcours |
|                                                                      |            |             |                                   |                                   |                               |               |          |
| 1986 - 1er tour (groupe mondial) - Pays-Bas - Canada - 1 : 2         |            |             |                                   |                                   |                               |               |          |
| 7                                                                    | 22/07/1986 | Prague      | Terre (ext.)                      | Carling Bassett                   | Van der Torre                 | 6-2, 6-0      | Parcours |
| 7                                                                    | 22/07/1986 | Prague      | Terre (ext.)                      | Carling Bassett Jill Hetherington | Hellas Ter Riet Van der Torre | 3-6, 6-3, 6-1 | Parcours |
|                                                                      |            |             |                                   |                                   |                               |               |          |
| 1987 - 1er tour (groupe mondial) - Canada - Pays-Bas - 3 : 0         |            |             |                                   |                                   |                               |               |          |
| 8                                                                    | 28/07/1987 | Vancouver   |                                   | Helen Kelesi                      | Van der Torre                 | 6-4, 6-2      | Parcours |
| 8                                                                    | 28/07/1987 | Vancouver   | Carling Bassett Jill Hetherington | Marcella Mesker Van der Torre     | 6-4, 6-2                      |               | Parcours |

## Classements WTA

### Classements en simple en fin de saison
| Année | 1980 | 1981 | 1982 | 1983 | 1984 | 1985 | 1986 | 1987 | 1988 | 1989 |
| Rang  | 142  | 84   | 135  | 182  | 230  | 233  | 194  | 183  | 332  | 261  |

Source : (en) « Classements de Marianne van der Torre », sur le site officiel du WTA Tour

### Classements en double en fin de saison
| Année | 1986 | 1987 | 1988 | 1989 |
| Rang  | 147  | 70   | 118  | 245  |

Source : (en) « Classements de Marianne van der Torre », sur le site officiel du WTA Tour